# Serpentinimonas barnesii
Serpentinimonas barnesii es una especie de bacteria gramnegativa del género Serpentinimonas. Fue descrita en el año 2021. Su etimología hace referencia al geoquímico I. Barnes. TIene forma de bacilo y es móvil por flagelo polar. Forma colonias de color claro, opacas. Temperatura de crecimiento entre 18-37 °C, óptima de 30 °C. Catalasa positiva. Se ha aislado de zonas terrestres serpentinizadas.